# Castell (folklore)

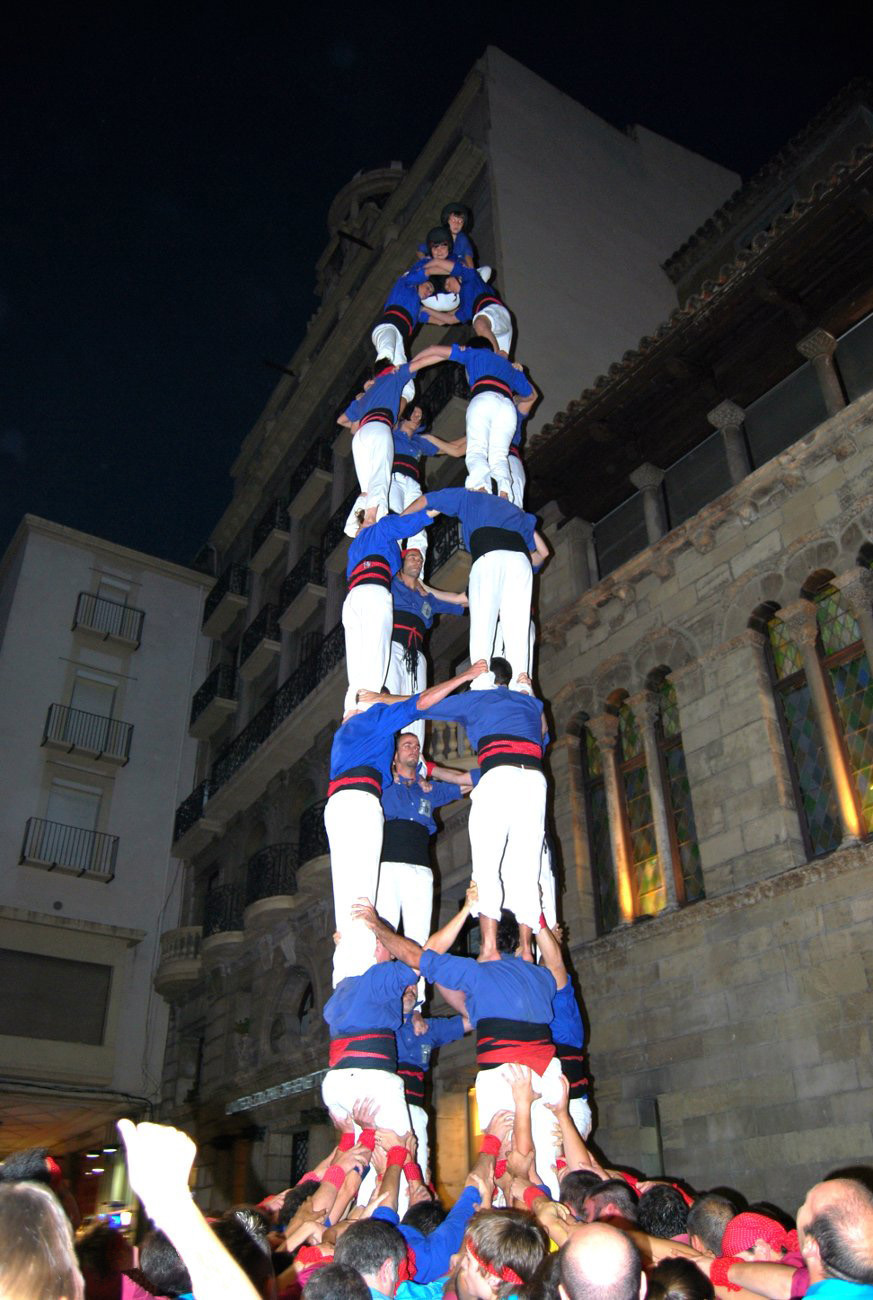
Een castell "4 van 8" door de Castellers van Vila de Gràcia

Castells [kəsˈteʎs] of kastelen zijn menselijke piramiden, een vast gebruik in de Spaanse autonome regio Catalonië. De leden van zo'n team heten casteller [kəsteʎˈe] (meervoud castellers [kəsteʎˈes]). Tien niveaus is het hoogste niveau dat tot nu toe bereikt werd, voor de eerste keer op 15 november 1998 door de Castellers van Vilafranca.
Het is een vast onderdeel van feesten (festa major) en andere belangrijke manifestaties. Iedere grotere gemeente heeft haar eigen colla (ploeg, meervoud colles) elk met zijn eigen kleuren en er bestaat een jaarlijks festival met klassement, dat in november in Tarragona plaatsvindt.
Het gebruik ontstond rond het einde van de 18de eeuw in de stad Valls. De castells werden in 2010 toegevoegd aan de immateriële werelderfgoedlijst van UNESCO. Het is een traditie die het midden houdt tussen sport en folklore, want de indrukwekkende resultaten worden pas bereikt met veel trainen.

## Belangrijkste termen
Pinya
De pinya, letterlijk: dennenappel is de onderste bouwlaag en de grootste groep, waaraan iedereen, zonder veel training aan meedoet, ofschoon de pinya een vaste structuur heeft, om de stabiliteit en de veiligheid te waarborgen. De uitdrukking "pinya vormen" (fer pinya) is synoniem geworden voor samenwerken, een team vormen dat aan één zeel trekt.
De afmetingen: 3 de 9, 2 de 10 enz.

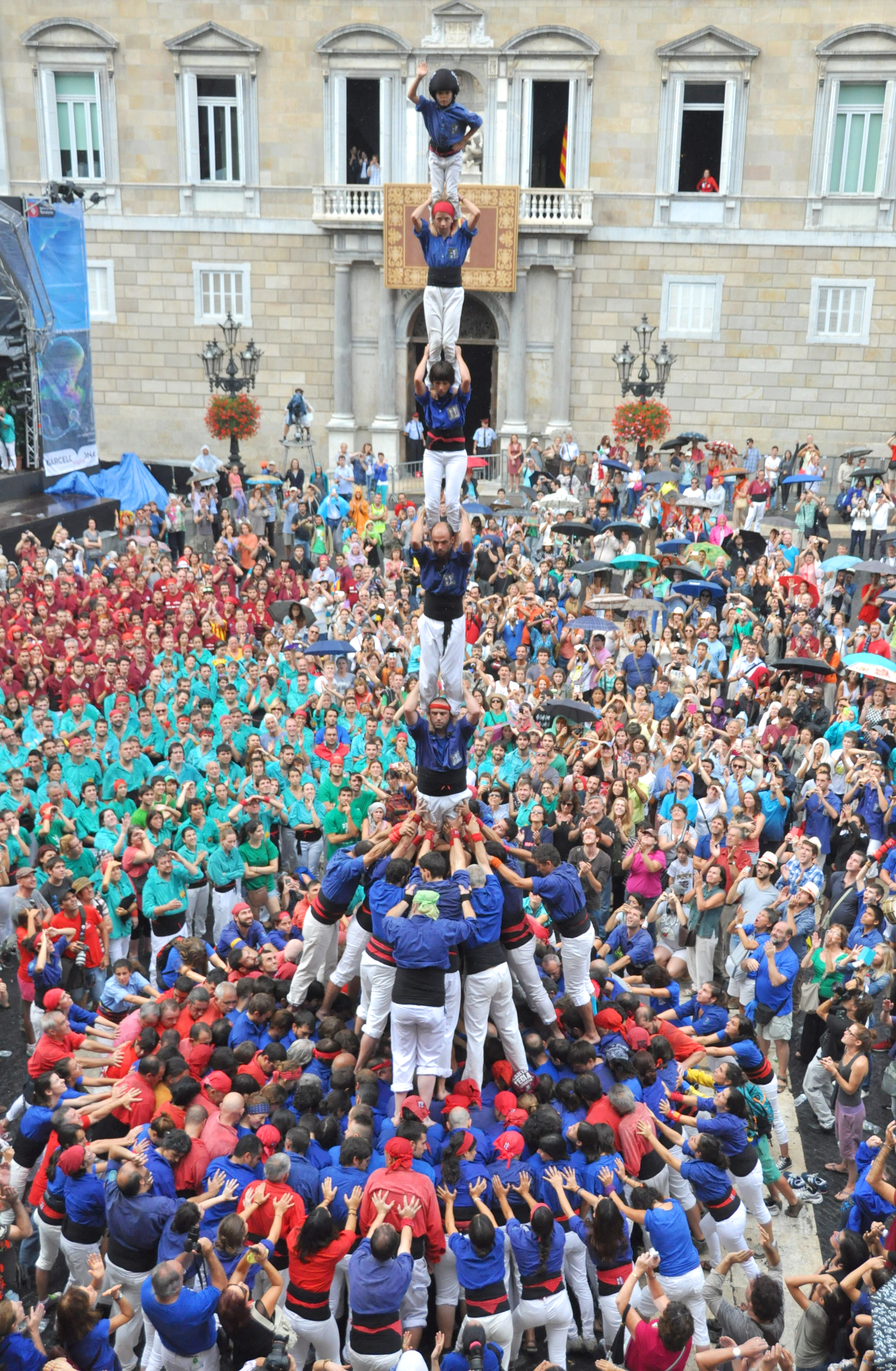
Pijler van 7 met folre
Castellers van de Vila de Gràcia

De hoogte wordt aangeduid met twee cijfers: het eerste duidt op het aantal bouwlagen en het tweede op het aantal personen per verdieping, behalve de hoogste twee die meestal maar één persoon zijn. 3 van 9 (tres de nou) bijvoorbeeld, wordt gevormd uit de pinya en acht verdiepingen van telkens drie castellers. Een castell met één persoon per niveau heet pilar (zuil, pijler) en met twee torre (toren).
Folre en manilles
De tweede bouwlaag heet folre en de derde manilles wanneer die uit een grotere groep bestaan. Dan spreekt men bijvoorbeeld van een pijler van 7 met folre (zie afbeelding hiernaast).
De spits of Pom de dalt: dosos, acotxador en enxaneta
Pom de dalt (boeket) is de naam van de spits die doorgaans uit drie lagen bestaat: twee dosos, daarboven de acotxador die met handen en voeten gebogen (of rechstaand) op de dosos steunt, en ten slotte de enxaneta [ensjaneta] : meestal een kindje van 6-8 jaar dat als een aapje omhoogklimt, ondersteund door alle 'onderstaanden'.  
Het kasteel is af wanneer de enxaneta staat en met de hand de aleta maakt (wuift), of tegenwoordig steeds vaker een senyera of estelada ontvouwt. Sedert 2006 dragen acotxador en enxaneta verplicht een helm, ofschoon het aantal dodelijke ongevallen in meer dan honderd jaar traditie tot drie beperkt gebleven is. Van de klimmers van de pom de dalt wordt een bijzonder hoge concentratie gevraagd: ze zijn uit praktische overwegingen de lichtste en daardoor meestal ook de jongste van de troep en ze moeten in de feestelijke stemming van de vaak uitgelaten massa rond de pinya, zonder aarzelen naar boven klimmen.
Càrrega en descàrrega
Càrrega, opbouw en descàrrega, afbouw. Een kasteel is echter pas dan geslaagd, als het ook nog ordentelijk afgebroken wordt, zonder valpartijen.

## Kledij

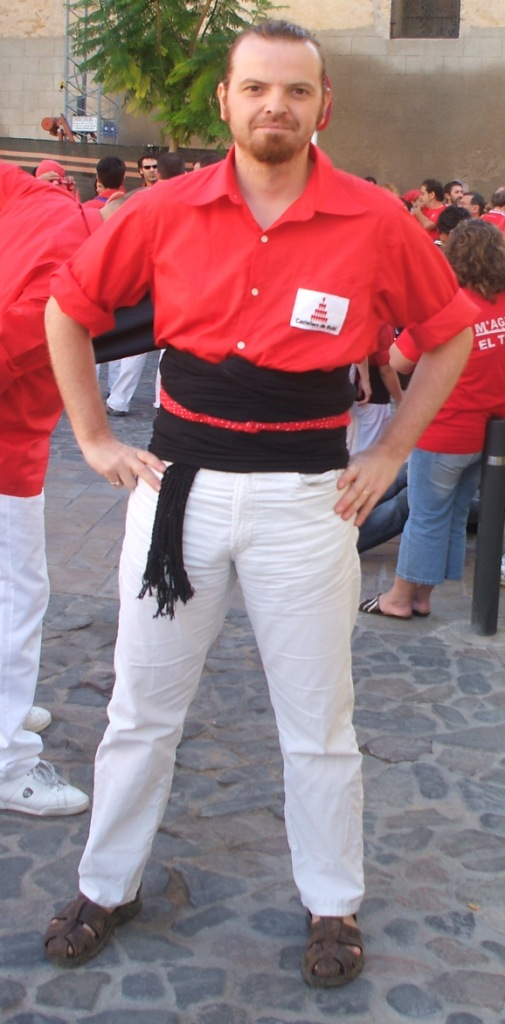
Een casteller in uniform: Hemd van de colla, witte broek, faixa

Sedert 1929 bestaat de traditionele uitrusting van een casteller uit een hemd in de kleuren van de colla, een witte broek, een zwarte lendenband (faixa) en een sjaal. Behalve de pinya draagt niemand schoenen, zowel uit veiligheidsoverwegingen, als om het klimmen te vergemakkelijken. Sinds 1929 is daar niet veel meer aan veranderd, behalve dat de vaak heel jonge castellers van de bovenste verdiepingen sinds 2006 een veiligheidshelm dragen.
Hemd
Traditioneel is het een hemd met lange mouwen, in de kleuren en met het blazoen van de colla, doorgaans op de linker borstzak. De castellers van de lagere verdiepingen zetten doorgaans de kraag recht, en houden hem vast met hun tanden, om te verhinderen dat de klimmers met hun voeten tussen kraag en huid verglijden. 's Zomers kunnen de mouwen opgerold worden, in het koudere seizoen wordt een onderhemd gedragen.
Witte broek
De broek is uit stevige stof en zo ontworpen dat hij goed blijft zitten wanneer de klimmers zich er met veel kracht aan vastgrijpen om zich hogerop te hijsen.
Zwarte lendenband of faixa

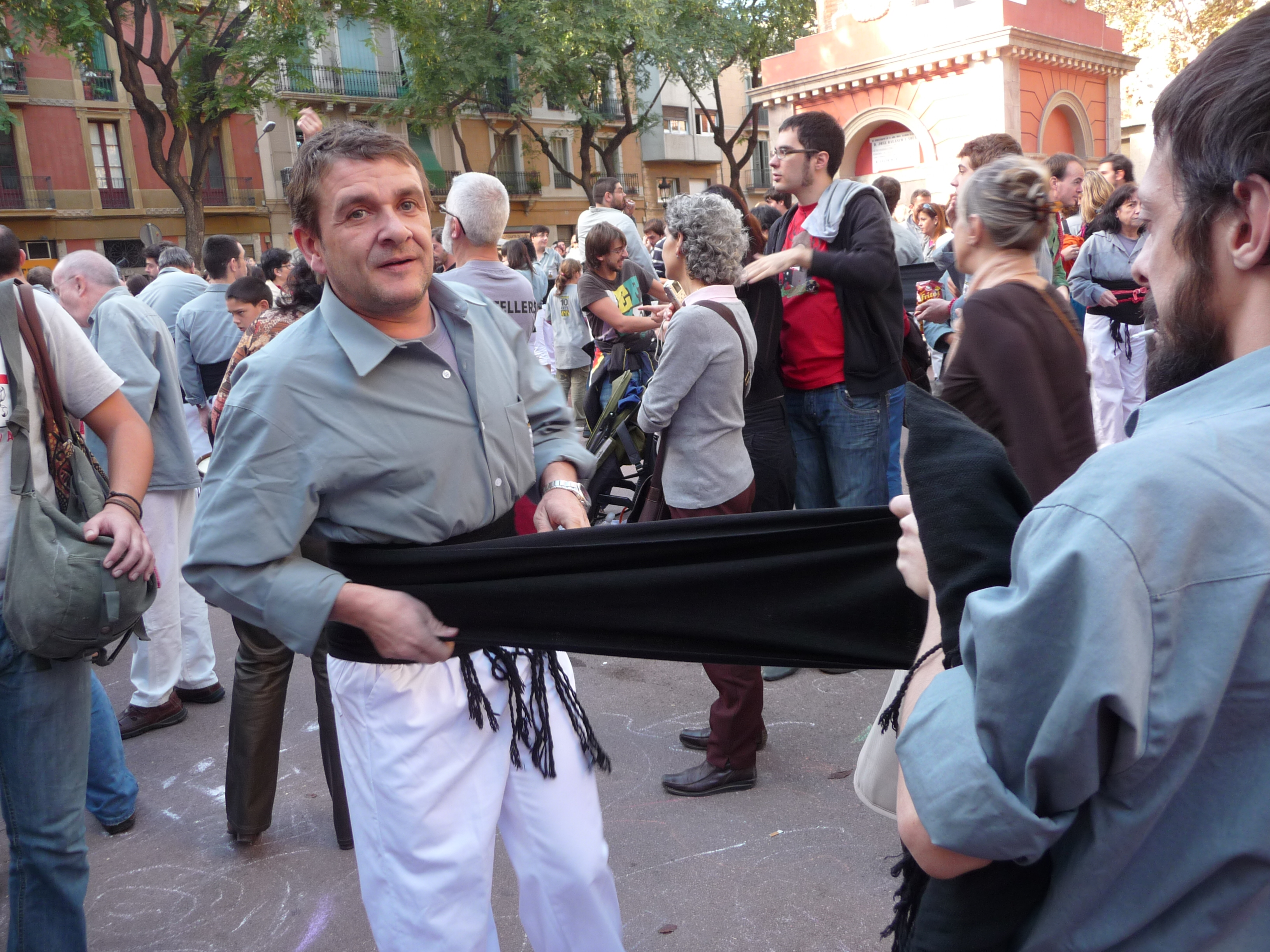
Het aanspannen van de faixa: ploegenwerk

De zwarte lendenband, faixa [fasja] genaamd is het meest typische kledingstuk. Hij bestaat uit een meterslange katoenen band die heel strak enkele keren om de lenden gewikkeld wordt. De lengte is afhankelijk van de buikomvang van de drager. Hij is niet decoratief, maar heeft twee belangrijke functies: enerzijds de rug van de drager te beschermen tegen de stevig krachten waaraan hij onderworpen is en hij biedt houvast voor de handen en voeten van de klimmers.
Sjaal

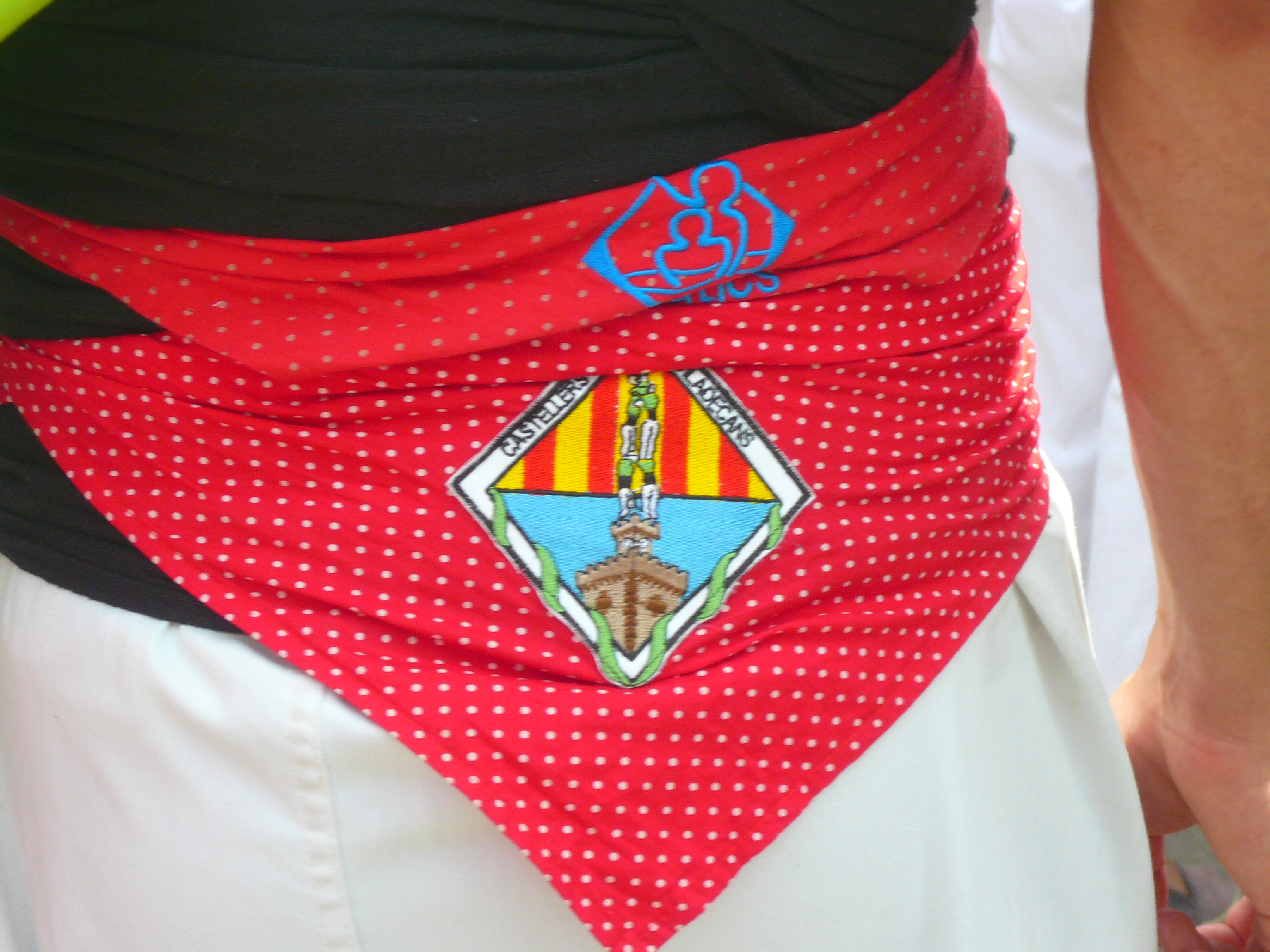
Gelegenheidssjaal van het castellers-treffen van Viladecans in 2014

Het is een grote driehoekige rode sjaal met witte bollen, gelijk voor alle colles. Al naargelang van de situatie, wordt hij op het hoofd gedragen, om te voorkomen dat de klimmers met hun voeten in de haren verstrikt geraken. In de pinya, waar men heel dicht opeengepakt staat verhindert hij dat men met zijn gezicht in de haren van de persoon die voor staat gedrukt wordt. Hij kan ook rond de polsen of rond het rechterbeen gebonden worden, om de klimmers een extra aangrijpingspunt te bieden. Meestal wordt het blazoen van de colla erop geborduurd, of vroeger ook de senyera. Meer en meer worden gelegenheidssjaals bedrukt voor bijzondere evenementen of kampioenschappen, die dan ook als aandenken dienen. Ze zijn altijd rood, met als enige uitzondering de zwarte met witte bollen van de Castellers van Sant Feliu de Llobregat. De reden hiervoor is dat de clubkleur van hun hemd dieproze is, wat niet goed met rood past.
Helm
Een speciale helm werd ontworpen voor de klimmers van de hoogste verdieping. Hij is verplicht voor de acotxador en de anxaneta. Hij heeft duidelijk zijn nut bewezen.

## Enkele records
| Code    | beschrijving                       | punten | eerste opbouw (càrrega)                          | eerste afbouw (descàrrega)                        |
| 2de9f   | 2 van 9 met folre                  | 3391   | 30 augustus 2005 Castellers de Vilafranca        | - / -                                             |
| 3de10fm | 3 van 10 met folre en manilles     | 2650   | 15 november 1998 Castellers de Vilafranca        | 22 november 1998 Minyons de Terrassa              |
| 2de8    | 2 van 8                            | 2529   | 1 november 1999 Castellers de Vilafranca         | 1 november 2010 Castellers de Vilafranca          |
| 4de9    | 4 van 9                            | 2409   | 25 oktober 1998 door de Minyons de Terrassa      | 25 oktober 1998 Minyons de Terrassa               |
| 4de9fa  | 4 van 9 met folre en agulla        | 1882   | 1 november 1995 door de Castellers de Vilafranca | 1 november 1996 Castellers de Vilafranca          |
| 5de9f   | 5 van 9 met folre                  | 1764   | 24 september 1995 Minyons de Terrassa            | 27 oktober 1996 Colla Vella dels Xiquets de Valls |
| Pde8fm  | Pijler van 8 met folre en manilles | 1379   | 31 augustus 1995 Castellers de Vilafranca        | 29 september 1997 Castellers de Vilafranca        |
| 2de9fm  | 2 van 9 met folre en manilles      | 1176   | 21 november 1993 Minyons de Terrassa             | 23 oktober 1994 Colla Vella dels Xiquets de Valls |
| 3de8ps  | 3 van 8 per sota                   | 1122   | 7 oktober 1999 Colla Vella dels Xiquets de Valls | 7 oktober 1999 Colla Vella dels Xiquets de Valls  |
| 9de8    | 9 van 8 met drie enxanetes.        | 1069   | 7 oktober 2001 Colla Vella dels Xiquets de Valls | 7 oktober 2001 Colla Vella dels Xiquets de Valls  |